# Seabra Is Mad
Seabra Is Mad é uma canção de Drum and bass, Hip hop e Rock alternativo do letrista / vocalista californiano Ithaka (ou Ithaka Darin Pappas). A música foi lançada como o primeiro single de seu segundo álbum de estúdio  Stellafly . Gravado em Portugal, foi produzido por Joe Fossard e co-produzido por Ithaka e Ewan Butler. Liricamente, descreve uma experiência de quase morte com a lenda da vida real Jose Seabra surfando em mares gigantes nas ondas então desconhecidas da Ilha da Madeira, Portugal.
A canção foi nomeada como Canção do Ano de 1997 pelos Prémios Blitz em Portugal. Lá no Blitz Awards, tocando Seabra Is Mad, aconteceu a estreia mundial de Ithaka como um projeto ao vivo, transmitida diretamente por rádio Antena 3.

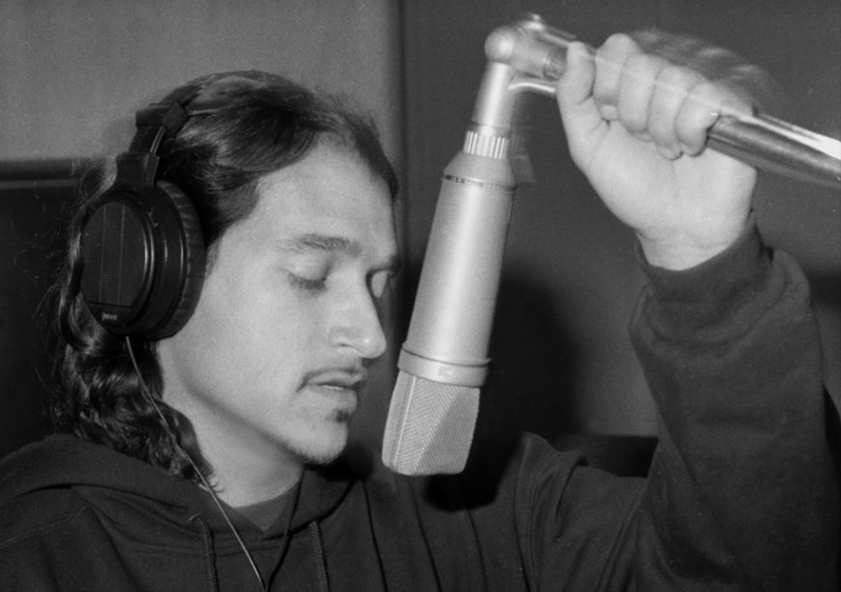
Compositor e vocalista Ithaka Darin Pappas gravando a demo de "Seabra Is Mad" nos estúdios da Valentim de Carvalho em Lisboa, Portugal (Dezembro 1996).

## Vídeo da música
O vídeo, dirigido por Nuno Franco em Portugal, mostra Ithaka usando um polvo de verdade como um traje para a cabeça. O vídeo foi considerado "Vídeo do Ano" em Portugal em 1997 pelo Jornal Publico e foi nomeado para "Vídeo do Ano" nos "Vídeo do Ano" Prémios Blitz. 

## Arte da capa
As imagens da capa e contracapa de Seabra Is Mad foram feitas pelo fotógrafo Don Weinstein em Los Angeles e apresentam retratos de Ithaka com seu trabalho de escultura.  

## Na cultura popular
Essa música é apresentada na trilha sonora do videogame de 2007  NBA 2K7 e também apareceu no documentário de surf Chasing The Lotus, dirigido por Gregory Schelle. 